# Guasillo
Guasillo ist ein spanischer Ort in den Pyrenäen in der Provinz Huesca der Autonomen Gemeinschaft Aragonien. Guasillo ist ein westlich gelegener Ortsteil der Gemeinde Jaca. Das Dorf mit 66 Einwohnern im Jahr 2015 liegt auf 864 Meter Höhe.

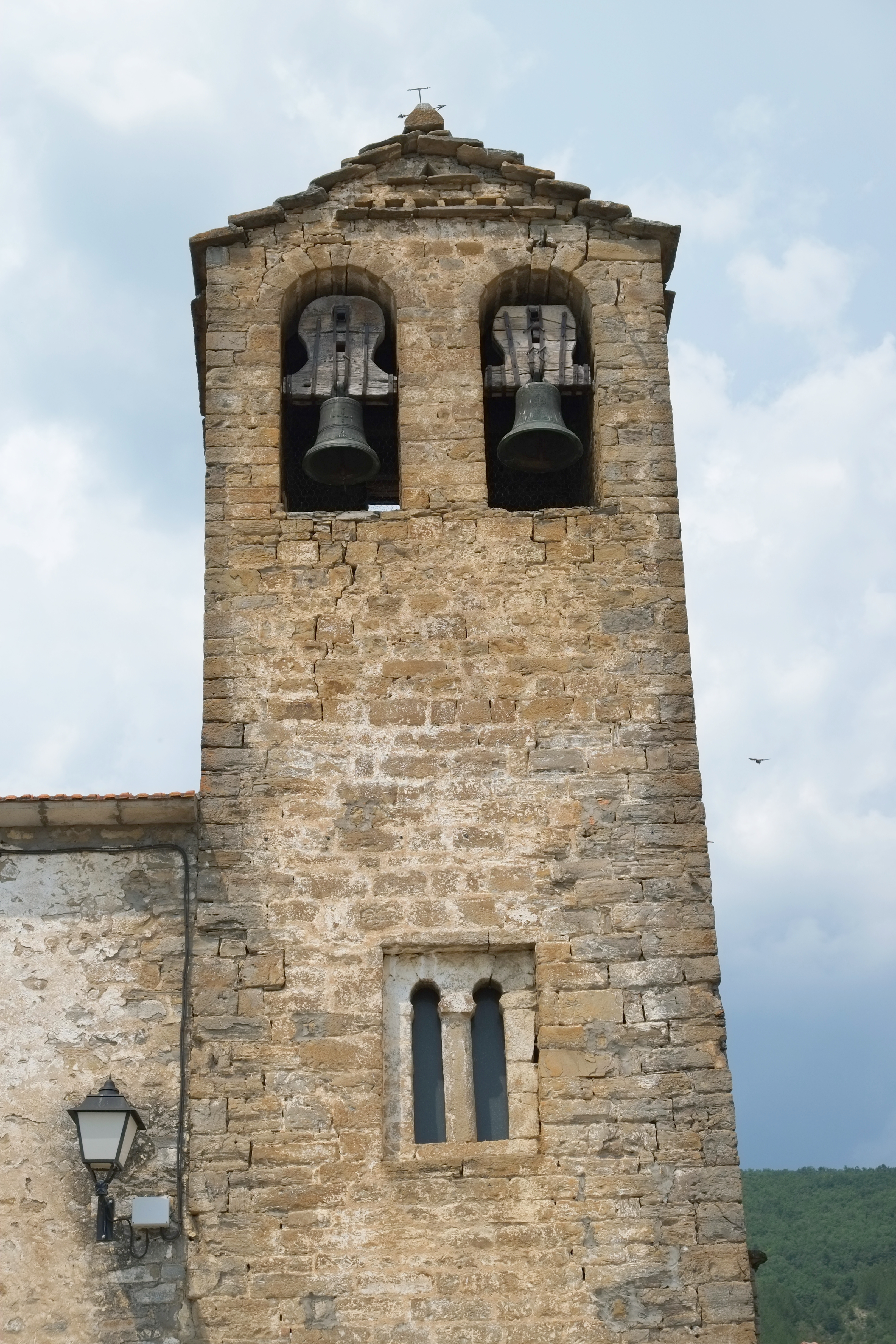
Kirche San Adrián

## Sehenswürdigkeiten
- Pfarrkirche San Adrián aus dem 18./19. Jahrhundert mit einem romanischen Turm